# Thomas Hay Sweet Escott
Thomas Hay Sweet Escott, född den 26 april 1844 i Taunton, död den 14 juni 1924 i Hove, var en brittisk författare, journalist och redaktör.

## Biografi
Escott var lektor i logik på King's College London från 1865 till 1872. Han var dessutom biträdande professor i litteratur från 1866 till 1873.
Escott blev år 1866 ledarskribent för The Standard och i oktober 1882 ersatte han John Morley som redaktör för The Fortnightly Review. Han avgick dock från sin post i augusti 1886 på grund av ett fysiskt och känslomässigt sammanbrott.
Under de sista 35 åren av sitt liv var Escott dålig hälsomässigt och bodde som halvpensionär i Brighton. Han skrev inte något under perioden 1886-1894, och inga uppgifter om hans anställning finns från denna period. Vid 1895 hade han delvis hämtat sig, och han hann skriva runt 100 artiklar och några böcker fram till sin död den 14 juni 1924.
Escott var medarbetare i Standard och utgivare av Fortnightly Review. Bland Escotts arbeten märks Lord Randolph Churchill (1895), Sovereigns of the 19th Century (1902) och Anthony Trollope, his work and originals (1913).

### Familj
Escott gifte sig år 1865 med Katherine Jane Liardet. Deras äktenskap resulterade i tre barn. Liardet dog dock 1899 och därmed slutade deras äktenskap.